# 同人音楽
同人音楽（どうじんおんがく）とは、同人活動の表現方法に音楽を選んだ者、その活動、創作などの総称。

## 概要
音楽CDなどの形で自主制作物を作成し、主にコミックマーケットなどの同人誌即売会や同人ショップなどで作品を公開、配布、頒布するスタイルが一般的。
制作する楽曲は、著作権の観点から、以下の2つに大きく分けられる。

### アレンジ楽曲
既存のアニソンやゲームミュージック等に独自の編曲を施して発表する手法。編曲されただけの作品自体は正確には二次創作物（二次的著作物）であるので、編曲された作品には原曲の著作者や権利者の権利がすべて発生する。著作権を守って編曲を行うためには、作曲者等の著作権を持つ人物や企業にアレンジの許諾を得ること、もしくは予め原作者や企業が定めた二次創作物創作ガイドラインの範囲でのアレンジ、頒布活動を行うことが要求される。楽曲や演奏映像の営利目的での頒布・演奏・再生・配信等に際しては、著作者・権利者との間に発生する金銭面の問題も懸念事項の一つである。特に最近では、編曲のみによる過剰な営利の取得や、他者著作物の事実上の私物化およびそれによる商業展開等は、公序良俗に反するとしてしばしば非難の対象となる。また、ただの耳コピー品を原曲重視アレンジと称して発表する向きも見られるなど、創造性や独自性の欠片もない楽曲の存在もしばし、問題になる。

### オリジナル楽曲
作詞作曲ともオリジナル、つまり一次創作物である楽曲。こういった完全なオリジナルの作品は、インディーズレーベルの場合もある（後述）。
イメージ作品
なお、既存の作品（映像作品やゲーム等）をモチーフとして発表されるオリジナル楽曲もあり、それは「イメージ作品」として純粋なオリジナル作品とは厳密には区別される。「初音ミク」などのボーカロイドを採用し、そのキャラクターイメージを前面に押し出した作品も、これに含まれるといえる。

## 同人文化の中の同人音楽
アレンジ楽曲で挙げたように、同人音楽で扱われる楽曲はゲーム等に基づいて作成されることが多い。それと同時に、ゲーム・漫画等に強く影響を受けた者がオリジナル楽曲を作成するといった機会も増え、多様なジャンルの音楽を創作する活動となっている。
また、同じ同人ソフトの分野として同人ゲームと親和性が高く、同人ゲームへの楽曲提供やオリジナルサウンドトラックの製作協力活動も多く行われている。

## スタイル
昨今の同人音楽ではロックやポップス、ヘヴィメタル、ジャズ、オーケストラ曲、民族音楽調などジャンルが多様化してきたものの、依然としてテクノやトランス、ハードコアテクノと云った電子音楽が多い。これはコンピュータの発展とともに楽曲制作が身近になったことが影響している。また、ゲームミュージックやアニメ音楽、劇伴に影響されたインストゥルメンタルないし歌曲も少なくない。
コンピュータの性能向上及び大衆化に伴い、シンセサイザーがソフトウェア化されるなど、気軽にコンピュータで楽曲制作することが可能になったものの、人間のニュアンスをデータ上で再現し機械に演奏させるのは、未だに多かれ少なかれ楽器特性の知識や経験が必要である。そのため非人間的・機械的なフレーズでも違和感の少ないテクノやトランス等の電子音楽、また過去のゲームミュージックに影響されたインストゥルメンタルの様式が広く扱われることとなった。
この傾向は黎明期から現在の成熟期に於けるまでほぼ変わっていないが、現在ではレコーディングのハードルが低くなり、音源・シンセサイザーが高機能化及び多様化したことで、様々なジャンルの楽曲が制作されてきており、一部にはプロとして通用するレベルの制作者や同人音楽出身のプロも出現している。
また、近年シーンにおいて顕著に見られる傾向として、プロとして活動する作曲家やミュージシャン、インディーズバンド等が同人音楽に参入するケースも多く（その際に名義を変える場合もある）新たな購買層による市場の拡大が見込める反面、全体的なクオリティが底上げされる事でハードルが上がり、本当の意味での"同人"としての新規参入者が介入し辛くなっていると言う側面もある。結果プロの小遣い稼ぎや宣伝の場となってしまい、新たな才能を開花させ辛くなる可能性も指摘されている。
近年ではオリジナル楽曲（完全なオリジナル作品に限らず、先述のイメージ作品に該当する曲や既存の音楽等をサンプリング素材にした曲もある）をメインとして、ハードコアテクノのプロデューサーやDJが多く活動しているのも特徴と言える。
また、日本を中心にアニメやコンピューターゲーム等サブカルチャーの音声等をサンプリング素材として使用した「ナードコア」というムーブメントが有り、海外では「J-CORE」と呼ばれていた。近年では「ナードコア以外でも海外の流行とは違う日本人的なセンスのハードコアテクノのことも「Jコア」と呼ぶことがある。

## 先駆けと発展
1980年代後半、ローランドから発売されたミュージくん（1988年）をはじめ、ローランドMT-32やSC-55等により、プロでなくともコンピュータミュージックを制作できる土壌が拡大。やがてそれらの愛好家たちは、オフラインあるいはニフティサーブ等のパソコン通信においてコミュニティを形成し、既存・自作曲のMIDIデータを仲間内でやり取りするという、同人音楽の原点ともいえる活動が始まっていった。また、同人誌即売会においてもフロッピーディスク等によるMIDIデータの頒布を行うサークルは存在したが、MIDIデータの本格的な再生には高価な専用音源が必要であり、更に再生環境によっては必ずしもデータ製作者の意図通りに再生されない可能性もあったことから、当時はほぼ"聴き手＝作り手"の図式が成立していた。
こうした状況を一変させたのが、インターネットの普及と急速な発展である。1990年代中盤より、インターネット上では自作のMIDIファイルを公開する個人サイトが増殖し、それらを普及させるための投稿・検索サイトもまた発展していった。音源の面でも、ヤマハ・ローランド等のメーカーが自社サイト上で配布したソフトウェア音源が手軽に一定水準のMIDI再生環境を入手できる手段として人気を集め、動画（音楽）投稿・検索サイトの利用と相俟って、新たに「鑑賞専門」のユーザー層を成立させるに至った。
しかしながら、当時のソフトウェア音源はハードウェア音源と比較して再生能力で大きく劣っており、MIDIデータが製作者の意図通りに再生されない可能性は未だに残されていた。この問題は、1990年代後半より普及したMP3やWMA等の圧縮音声技術による録音ファイルの配布によって一応の解決を見るが、その一方で「作者の意図通り（またはそれ以上）の音源による演奏をCDに録音して頒布する」という手段も同時期のCD個人製作環境の低廉化によって次第に普及していき、これが今日流通している「同人CD」の源流の一つとなった。

### 自主制作音楽の同人化
自主制作音楽の媒体化は、古くは人生（電気グルーヴの前身）に代表されるカセットテープでの自主発表もあったが、大きく広まったのは1990年代後半、CD-Rライティング環境構築やCDプレス費用の低廉化によるCDメディア出版の大衆化によるものである。さらにコンピュータ音楽人口の増加も相まって、自主制作楽曲を形にすることが広まった。
その性格上、既に大きなコミュニティを形成していた同人誌との共通点が多く、同人誌即売会に自主制作音楽が並べられるようになったのはごく自然な流れである。同人誌即売会の開催が回を重ねるにつれ自主制作音楽出展の規模が大きくなるとともに、同人音楽という言葉が広く使われるようになった。現在の同人音楽は同人誌とともに同人コミュニティにおける1ジャンルにまで成長し、コミックマーケットなど大型オールジャンル即売会の一角を成し、また同人音楽専門の即売会も開催されるようになった。

## 同人音楽における「同人」の概念
同人音楽は同人誌よりも歴史が浅い為、同人誌が作り手と読み手の交流が活発に行なわれるなど双方向性が強いのに対して、同人音楽は作り手から聴き手への一方通行性が強い。それにより、「同人は営利の場ではなく自己発表作品を頒布する場であり、全員が即売会を構成する参加者である」という従来の同人の概念が希薄で、サークル参加者の販売意識及び一般参加者の客意識が強い傾向がある。
同人サークルの中には、同人サークルの法人化や商業作品（アニメやゲーム等）の音楽製作を担当する等、積極的に商業化、プロ化へ向かうサークルも存在する。また、同人音楽活動を経てメジャーデビューに至るアーティストも見られるようになった。

### インディーズ音楽との相違
インディーズ音楽での活動を軸にしているアーティストやバンドが同人音楽活動に参入し、宣伝手法の一つとして同人音楽活動を利用するケース、CDの販路の一つとして同人誌即売会や同人誌委託ショップを利用するケースも見られるようになった。
インディーズ音楽と同人音楽の活動とは内容が被る点、混同される点もあるが、主に以下の事柄からしか区別ができない。
- 作り手自身が「自分の音楽活動は同人活動である」という意識を持って活動していること
- 作品発表の場として、同人イベントでの頒布や同人ショップへの委託を第一としていること

しかし、同人音楽が（広義での）インディーズ音楽の一スタイルであるという見方も存在するため、話題とする際は、それぞれの意味するところを明確にした上で論じなければ誤解を招く可能性もある。また、同人音楽出身のアーティストについては、その同人活動の作品が「インディーズ作品」として紹介されることに抵抗を示すファンも少なくない。その一方で、インディーズと同人の境界線は年々希薄さを増しており、綿密な区別は以前よりも一層付きにくくなっているのが現状である。

## 流通
同人音楽は主にCD-DA（DIGITAL AUDIO）形式ないし、それに準ずるディスク形態にて流通されている。また、試聴用としてはMP3に代表される圧縮された音楽データにての配布が一般的とされている。
CD形態の場合、同人誌即売会での頒布の他、同人誌を扱う小売店（同人ショップ等）での委託販売も行われており、大半のリスナーはこれらの場所において作品を入手している。しかしながら、インディーズレーベルや個人出版者に対して受け皿を拡張した「Amazon e託販売サービス」など、同人ショップ以外の同人音楽CDの流通経路も増加している。
また、一般的な音楽流通も同人音楽に着目しつつあり、一部サークル作品のデータ販売（着うた・iTunes Store等）やカラオケでの利用なども始まっており、既存の同人ショップでもデータ販売を開始するなど、CD以外での流通形態も利用できるようになりつつある。
音源自体でなく楽譜を印刷し、即売会で頒布するサークルも見られるようになった。

### 著作権問題の解消
既存の音楽の編曲作品における著作権侵害の問題は同人音楽の負の側面のひとつである。しかし、データ販売においては著作権手続きを代行する配信業者もでてきており、制作者の意識次第で問題が解決できる環境が整いつつある。

## 主なイベント
同人音楽が多数頒布されている主なイベント（同人誌即売会）は以下の通り。
- オールジャンル即売会
  - コミックマーケット
- 同人音楽／音系同人オンリー即売会
  - M3
  - Music Communication
  - 音けっと
- オリジナルオンリー即売会
  - コミティア
- VOCALOIDオンリー即売会
  - THE VOC@LOiD M@STER
- 東方Projectオンリー即売会
  - 博麗神社例大祭
  - 東方紅楼夢
- 演奏など
  - MEGA PEER - 同人音楽が多くプレイされるDJイベント[2]
  - First Sounds - 同人音楽が取り上げられる演奏会イベント[3]
  - 東方ライブイベント Flowering Night[リンク切れ] - 東方アレンジオンリーライブイベント。ジャンル限定ながらも、同人音楽専門ライブイベントとして最大規模を誇る[4]

## 関連書籍
『同人音楽を聴こう！』
三才ブックス（三才ムック Vol.167）、2007年。
同人音楽について概略的にまとめた書籍。同人音楽の歴史をまとめたコラムに加え、同人サークルやアーティストに対するインタビュー記事、同人音楽のディスコグラフィなどで構成される。主な執筆者は、北谷公識、冨田明宏、村中宣彦。本著以前に関連コラム「同人音楽を聴こう!!」が『現代視覚文化研究』に収録された。
『同人音楽制作ガイド』
冨井公・國田豊彦共著、秀和システム、2008年。
デスクトップミュージックによる音楽作品の制作・発表方法について述べられている。
『同人音楽とその周辺：新世紀の振源をめぐる技術・制度・概念』
井手口彰典著、青弓社、2012年。
同人音楽を主題とした初の学術書とされ、「同人文化の研究の先駆け」と評する者も存在する一著。